# Penapis moldenkei
Penapis moldenkei is een vliesvleugelig insect uit de familie Halictidae. De wetenschappelijke naam van de soort is voor het eerst geldig gepubliceerd in 1997 door Bohart, Toro & Rozen.